# 마스다르시티

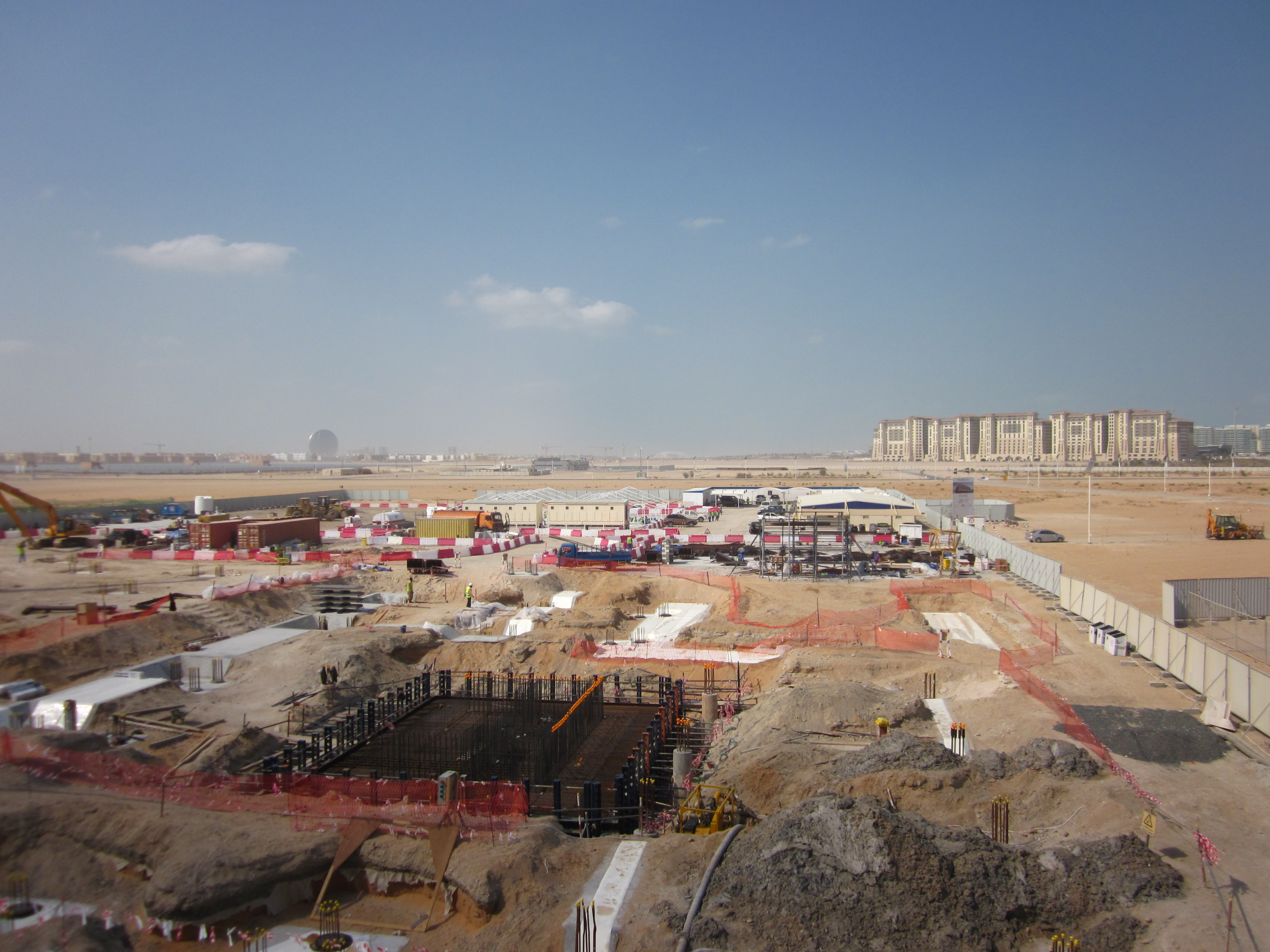
2012년, 건설중인 마스다르시티

마스다르시티는 UAE가 2006년 건설을 천명한 탄소제로 도시다. 국부펀드인 무바달라 투자회사가 아부다비 남동쪽 17㎞ 사막 지역에 면적 6㎢, 인구 4만 명 규모로 계획했다. 태양열 등 신재생 에너지를 사용하고 전기차만 운용하는 세계 최초의 탄소배출 제로(0) 도시를 만들겠다는 야심 찬 프로젝트다.

## 역사
마스다르시티는 사우디아라비아의 KAUST 또는 일본의 츠쿠바과학도시와 유사한 생활 환경을 통합하는 고도로 계획되고 전문화된 연구 및 기술 집약적인 소수의 도시 중 하나다. 이 프로젝트는 무바달라투자회사의 자회사인 마스다르가 주도한다.
2006년에 시작된 이 도시는 6평방 킬로미터(2.3평방 마일)를 차지할 것으로 예상되었으며, 비용은 미화 180~220억 달러로 추정되었다.
원래 계획은 건설하는 데 약 8년이 걸리고 첫 번째 단계는 2009년에 완료되어 거주할 수 있도록 예정되어 있었다.
2008년 2월 마스다르 시티에서 건설이 시작되어 2010년 10월에 도시의 첫 6개 건물이 완공되어 입주했다.
최종 완료는 2020년에서 2025년 사이로 연기되었다.
2016년까지 300,000제곱미터(0.12제곱마일) 미만이 개발되었으며 최종 완공은 2030년으로 예상된다.
60,000명 이상의 근로자가 매일 도시로 통근할 것으로 예상된다.

## 네옴시티
국제 사회는 사우디아라비아 네옴시티보다는 마스다르시티를 현실적인 계획으로 평가한다. 길이 170㎞, 높이 500m의 유리벽 사이에 선형(線形) 도시로 계획 중인 네옴시티는 실현 가능성에 의문을 갖는 전문가가 많다. 반면 마스다르시티는 아부다비에서 멀리 떨어져 있지 않은 데다 공항에서 가깝고, 무엇보다 초고층 건물로 이뤄지지 않아 건설과 실제 주거에 어려움이 없다. 규모도 현실적이다. 무바달라는 마스다르시티가 완성되면 정주 인구 4만 명과 통근 인구 4만5000명이 활동하게 될 것으로 예측한다. 네옴시티는 인구 900만 명을 계획 중이다.

## 같이 보기
- 생태도시